# Isla Ramsey
La isla Ramsey (en inglés, Ramsey Island; galés, Ynys Dewi) es una isla alrededor de un kilómetro frente a la costa de la península de St. David en Pembrokeshire en el lado septentrional de la bahía de St. Brides, en el suroeste de Gales (Reino Unido). 
En galés la isla tiene el nombre de San David (Dewi Sant), el santo patrón de Gales. Fue la sede de su confesor, San Justiniano. La ciudad más cercana, en sentido estricto una ciudad, es St David's.
La isla de Ramsey tiene menos de 3,2 km de largo y su punto más alto alcanza los 136 metros sobre el nivel del mar. Es la tercera isla en tamaño de Gales, después de Anglesey y la isla Holy.
Propiedad de la RSPB, la isla tiene unos espectaculares acantilados con aves marinas, un paisaje costero y brezales. Ramsey tiene la colonia de cría más importante de focas grises en el sur de Gran Bretaña, y es uno de los mejores lugares en Gales para ver chovas piquirrojas. 
Otras especies de cría son cuervos, ratoneros, halcones peregrinos, collalbas grises, láridos, álcidos, pardelas pichonetas, alcas y araos.  
Con una población permanente de sólo dos personas (el guardián de la RSPB y su esposa que viven allí en una granja), la isla está por lo demás deshabitada. Los barcos de turistas zarpan a la isla y la rodean en la temporada turística, desde la estación de guardacostas de St Justinian.